# نهضت ملی ترکیه

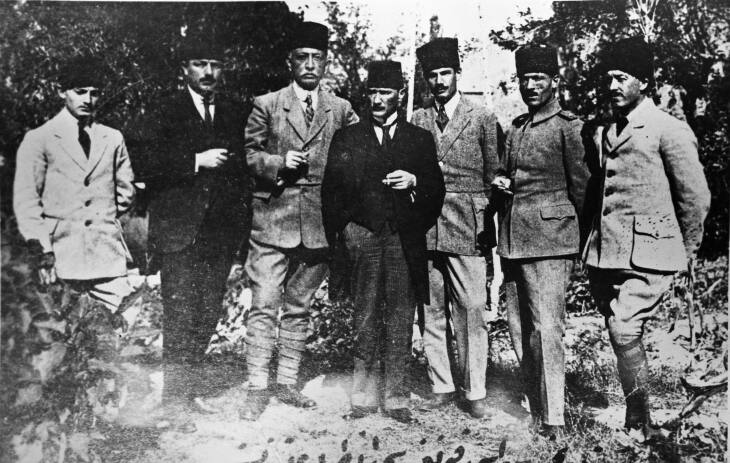
ملی‌گرایان برجسته در کنگره سیواس. از چپ به راست: مظفر قیلیچ، رئوف اربای، بکر سامی، مصطفی کمال آتاتورک، روشن اشرف اونایدین، جمیل جاهد تویدیمیر، جواد عباس گرور.

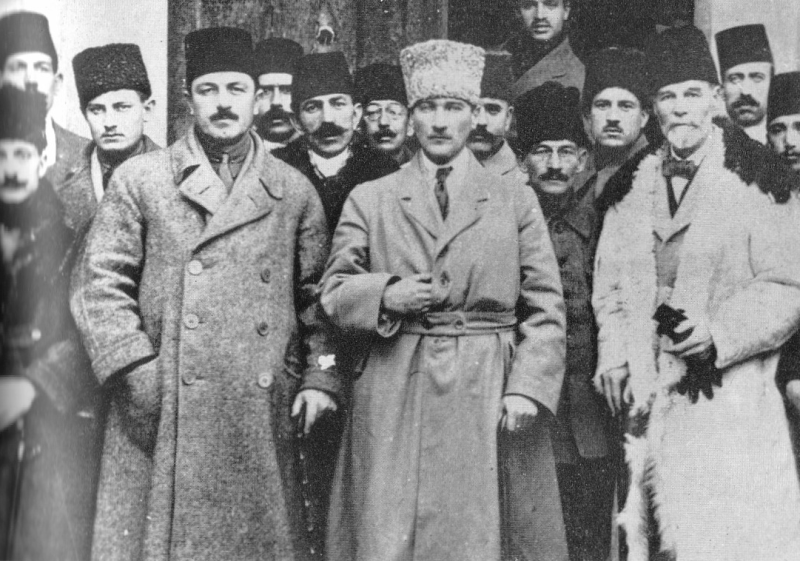

نهضت ملی ترکیه (به ترکی استانبولی: Türk Ulusal Hareketi) شامل فعالیت‌های سیاسی و نظامی انقلابیون ترک است که منجر به ایجاد و شکل‌گیری جمهوری مدرن ترکیه، به عنوان یک نتیجه از شکست امپراتوری عثمانی در جنگ جهانی اول و متعاقباً اشغال استانبول و تقسیم امپراتوری عثمانی توسط متفقین تحت شرایط آتش‌بس مودروس بود. عثمانی‌ها این جنبش را بخشی از توطئه بین‌المللی علیه خود می‌دانستند. انقلابیون ترک علیه این تقسیم‌بندی و علیه معاهده سور، که در سال ۱۹۲۰ توسط دولت عثمانی امضا شد، و به موجب آن بخشهایی از آناتولی را تقسیم نمود، قیام کردند.
شکل‌گیری اتحاد انقلابیون ترکیه در جریان این تقسیم‌بندی، منجر به جنگ استقلال ترکیه، نسل‌کشی ملت‌های بومی آناتولی، لغو سلطنت عثمانی در ۱ نوامبر ۱۹۲۲ و اعلام جمهوری ترکیه در ۲۹ اکتبر ۱۹۲۳ شد. این نهضت اعلام نمود كه تنها مرجع حكومت مردم تركيه، مجمع بزرگ ملی «دموكراتيک» تركيه خواهد بود.
نهضت ملی ترکیه در سال ۱۹۱۹ از طریق برخی توافقات و کنفرانس‌ها در سرتاسر آناتولی و تراکیه ایجاد شد. این فرایند با هدف اتحاد جنبش‌های مستقل در سراسر کشور برای ایجاد یک صدای مشترک انجام و به مصطفی کمال آتاتورک منسوب گردید، زیرا وی سخنگوی اصلی، شخصیتی همگانی و رهبر نظامی نهضت بود.